# Szatania Szczerbina
Szatania Szczerbina (słow. Satanova štrbina, 2411 m) – przełączka między północno-zachodnim i południowo-wschodnim wierzchołkiem Szatana w Grani Baszt w słowackiej części Tatr Wysokich. Obydwa są tej samej wysokości, a przełączka ma postać rozległego obniżenia między nimi. Wcięta jest w grań na około 10 m. Na obydwie strony opadają z niej skaliste urwiska.
Pierwsze przejścia przełączką miało miejsce podczas pierwszego przejścia granią. Na Szatanią Szczerbinę prowadzi też droga wspinaczkowa Środkową depresją z Doliny Młynickiej (II w skali tatrzańskiej).